# Cari genitori (film)
Cari genitori è un film del 1973 diretto da Enrico Maria Salerno.

## Trama
Giulia, una signora dell'alta borghesia italiana, va a Londra alla ricerca della figlia diciottenne Antonia, di cui non ha più notizie da mesi; rintracciando la giovane, incappa in Madò, amica di Antonia, che la aiuta a cercarla. La trovano in un teatro d'avanguardia dove confessa pubblicamente di avere abortito. Dopo diversi e accesi scontri generazionali, Antonia ribadisce la sua intenzione di vivere una vita totalmente libera lontana dai genitori e dalla loro casa. Dopo aver scoperto che lei e Madò hanno vissuto una relazione saffica, Giulia decide di tornare in Italia da sola.

## Produzione
(Enrico Maria Salerno)
L'attrice Maria Schneider venne segnalata a Salerno da Bernardo Bertolucci durante la fase di montaggio di Ultimo tango a Parigi. Salerno vide alcune sequenze e gli sembrò subito l'attrice giusta per la parte di Antonia.
Le riprese si sono svolte in gran parte nelle strade di Londra; il complesso vittoriano della comunità gestita dalla signora Ward si trova vicino al quartiere londinese di Richmond upon Thames.

## Distribuzione
Venne distribuito al cinema il 9 febbraio 1973.

## Accoglienza

### Critica
una nuova Arca», ahinoi), quegli attori-testimoni il cui happening sull'aborto ci ricorda piuttosto i cori degli spettacoli classici a Ostia antica che le creazioni delle scene sperimentali europee, quella stessa Antonia e i suoi compagni non sembrano destinati ad allarmare nessuna autorità, anzi rientrano perfettamente in un nuovo (forse ultimo, almeno lo speriamo) sogno paternalistico. Una certa pulizia e destrezza nella composizione delle inquadrature (la fotografia a colori è di Dario Di Palma) attenua in modesta misura il peso dei dialoghi grossolanamente letterari, e d'una formula narrativa alquanto trita. [...]»
(Aggeo Savioli)
(Leo Pestelli)
(Achille Valdata)
(Paolo Mereghetti)

## Riconoscimenti
- 1973 – David di Donatello
  - Migliore attrice protagonista a Florinda Bolkan
  - David speciale a Maria Schneider